# Montdidier (Mosela)
 Montdidier  es una población y comuna francesa, en la región de Lorena, departamento de Mosela, en el distrito de Château-Salins y cantón de Albestroff.

## Demografía
| 52 | 56 | 60 | 73 | 79 | 71 |
| Para los censos de 1962 a 1999 la población legal corresponde a la población sin duplicidades (Fuente: INSEE [Consultar]) |    |    |    |    |    |